# 로렌 번스
로렌 샹텔 번스(영어: Lauren Chantel Burns, 1974년 6월 8일 ~ )는 2000년 올림픽에서 금메달을 획득한 오스트레일리아의 전 태권도 선수이다.

## 유년기
번스는 1974년 6월 8일 멜버른에서 태어났다. 부모님은 가수 로니 번스와 댄서 매기 번스이다. 어린시절에는 운동을 많이 하지 않았다. 그녀의 남동생이 7살 때에 닌자 거북이를 시청한 후 무술에 관심을 가지기 시작했고 태권도를 배우기 시작했다. 곧 그녀의 아버지도 태권도를 배우기 시작했고, 아버지와 남동생은 그녀가 14살 때에 같이 태권도를 할 수 있도록 격려하였다.
번스는 태권도 훈련을 마틴 홀과 제넷 홀이 운영하는 홀 태권도에서 시작했다. 1990년부터 준노의 밑에서 도나 셰르프와 함께 태권도 시합에 참가하기 시작했다.

## 선수 경력
12번이나 오스트레일리아 여성 선수권 대회에서 우승을 했으며, 1996년 월드컵에서는 동메달을 1997년 세계 선수권 대회에서는 동메달을 1999년 US 오픈에서는 금메달을 획득하였다. 1993년에 처음으로 세계 태권도 선수권 대회에 참가했으며, 1995년에는 밴텀급에서 5등을 했다. 번스는 또한 호주 밖에서 열린 대회에서 많은 메달을 획득했다.
번스는 자연치료에 대해 공부를 했으나 오스트레일리아 국가대표 코치 진태종 밑에서 2000년 하계 올림픽 준비에 열중하기 위해 잠시 미루었다.  번스는 하루에 5-7시간동안 올림픽 준비를 하였다. 2000년 8월 23일 올림픽 경기 한달 전, 번스는 오스트레일라 스포츠 메달을 수여받았다. 번스는 2000년 하계 올림픽 태권도에서 금메달을 획득하였다. 하지만 경기 중 심판 판정에 대한 잡음이 있었다. 8강전에서 번스는 중화 타이베이의 지수루 선수와 상대하여 승리하였는데, 지수루선수는 홈 관중들의 큰 응원소리가 심판의 판정에 영향이 있었다고 항의하였다.
번스의 올림픽 금메달이 2003년에 도둑맞았으나 며칠 후 다시 찾았다. 그해에 번스는 자신의 자서전인 Fighting Spirit: From a charmed childhood to the Olympics and beyond를 출간하였다.

## 은퇴 후
번스는 빅토리아 스포츠 연구소와 사우스오스트레일리아 스포츠 연구소에 등록되어있다. 번스는 강연가로도 활동하고 있으며 그녀가 제작한 집백의 홍보를 하고 있다. 번스는 또한 레드 더스트 롤 모델 커뮤니티를 지원하고 있으며 자선 단체인 월드비전의 홍보대사이기도 하다. 번스는 멜버른에 그녀의 남편 네이탄 뮐란 및 그녀의 아이들과 거주하고있다.

## 수상
2001년 1월 26일(오스트레일리아의 날)에 오스트레일리아 훈장을 받았다. 이후 2017년 오스트레일리아 스포츠 명예의 전당에 입성했다.

## 같이 보기
- 대니얼 트렌턴